# Kabinett Ruandas
Das Kabinett Ruandas ist ein Teil der Exekutive der Regierung der Republik Ruanda. Es setzt aus dem Präsidenten, dem Premierminister, 21 Ministern und neun Staatsministern zusammen. Die Mitglieder des aktuellen Kabinetts legten am 19. August 2024 ihren Amtseid ab.

## Mitglieder
| Position                                                                   | Ministerium                       | Amtsinhaber                      | Bild                                                                                | Amtsantritt        | Belege        |
| -------------------------------------------------------------------------- | --------------------------------- | -------------------------------- | ----------------------------------------------------------------------------------- | ------------------ | ------------- |
| Präsident                                                                  | Office of the President of Rwanda | Paul Kagame                      | Paul Kagame (2019)                                                                  | März 2000          |               |
| Premierminister                                                            | Prime Minister's Office           | Justin Nsengiyumva               |                                                                                     | Juli 2025          | [ 2 ]         |
| Minister                                                                   |                                   |                                  |                                                                                     |                    |               |
| Minister of Local Government                                               | MINALOC                           | Dominique Habimana               |                                                                                     | Juli 2025          | [ 3 ]         |
| Minister of Agriculture and Animal Resources                               | MINAGRI                           | Ildephonse Musafiri              |                                                                                     | März 2023          | [ 4 ]         |
| Minister of Foreign Affairs and International Cooperation                  | Minaffet                          | Olivier Nduhungirehe             | Mann mit Brille in Anzug und Krawatte                                               | Juni 2024          | [ 5 ]         |
| Minister of Finance and Economic Planning                                  | MINECOFIN                         | Yussuf Murangwa                  |                                                                                     | April 2018         | [ 6 ]         |
| Minister of Defence                                                        | MOD                               | Juvenal Marizamunda              |                                                                                     | Juni 2023          |               |
| Minister of Justice and Attorney-General                                   | MINIJUST                          | Emmanuel Ugirashebuja            |                                                                                     | September 2021     | [ 7 ] [ 8 ]   |
| Minister of Health                                                         | MoH                               | Sabin Nsanzimana                 |                                                                                     | November 2022      | [ 9 ]         |
| Minister in the Office of the President                                    | Minipresirep                      | Judith Uwizeye                   |                                                                                     | August 2017        |               |
| Minister in Charge of Cabinet Affairs                                      | Minicaaf                          | Inès Mpambara                    | Ines Mpambara                                                                       | 26. Februar 2020   | [ 10 ]        |
| Minister of Trade and Industry                                             | Minicom                           | Prudence Sebahizi                |                                                                                     | August 2024        | [ 1 ]         |
| Minister of Education                                                      | MINEDUC                           | Joseph Nsengimana                |                                                                                     | 11. September 2024 | [ 11 ] [ 12 ] |
| Minister of Infrastructure                                                 | MININFRA                          | Jimmy Gasore                     |                                                                                     | September 2023     | [ 13 ]        |
| Minister for Environment                                                   | MoE                               | Bernadette Arakwiye              |                                                                                     | Juli 2025          | [ 14 ]        |
| Minister of Sports                                                         | MINISPORTS                        | Nelly Mukazayire                 |                                                                                     | Dezember 2024      | [ 15 ]        |
| Minister of ICT & Innovation                                               | Minict                            | Paula Ingabire                   | Paula Ingabire                                                                      | Oktober 2018       | [ 16 ]        |
| Minister of Youth and Arts                                                 | MINIYOUTH                         | Utumatwishima Jean Nepo Abdallah |                                                                                     | August 2017        |               |
| Minister of Public Service and Labour                                      | MIFOTRA                           | Christine Nkulikiyinka           | Christine Nkulikiyinka                                                              | August 2024        | [ 1 ]         |
| Minister of Gender and Family Promotion                                    | MIGEPROF                          | Consolée Uwimana                 |                                                                                     | 12. Juni 2024      | [ 17 ]        |
| Minister of Emergency Management                                           | MINEMA                            | Albert Murasira                  |                                                                                     | 22. August 2023    | [ 18 ]        |
| Minister of Interior                                                       | Mininter                          | Vincent Biruta                   | Ein leicht ergrauter, lächelnder Mann. Er trägt eine Brille und Anzug und Krawatte. | Juni 2024          | [ 5 ]         |
| Ministry of National Unity and Civic Engagement                            | MINUBUMWE                         | Jean-Damascène Bizimana          |                                                                                     | Juli 2021          | [ 19 ]        |
| Staatsminister                                                             |                                   |                                  |                                                                                     |                    |               |
| Minister of State for Agriculture and Animal Resources                     | MINAGRI                           | Telesphore Ndabamenye            |                                                                                     | Juli 2025          | [ 14 ]        |
| Minister of State for Local Government                                     | MINALOC                           | Marie Solange Kayisire           | Marie-Solange Kayisire                                                              | 22. August 2023    | [ 14 ]        |
| Minister of State in charge of Public Investment and Resource mobilization | MINECOFIN                         | Mutesi Rusagara                  |                                                                                     |                    | [ 6 ]         |
| Minister of State in charge of National Treasury                           | MINECOFIN                         | Richard Tusabe                   |                                                                                     |                    | [ 6 ]         |
| Minister of State in charge of Constitutional and Legal Affairs            | MINIJUST                          | Soline Nyirahabimana             |                                                                                     | 26. Februar 2020   | [ 8 ]         |
| Minister of State for Health                                               | MoH                               | Yvan Butera                      |                                                                                     | November 2022      | [ 9 ]         |
| Minister of State for Education                                            | MINEDUC                           | Claudette Irere                  |                                                                                     |                    | [ 11 ]        |
| Minister of State in the Ministry of Infrastructure                        | MININFRA                          | Jean de Dieu Uwihanganye         |                                                                                     | Juli 2025          | [ 14 ]        |
| Minister of State for Foreign Affairs in Charge of Regional Cooperation    | Minaffet                          | James Kabarebe                   | James Kabarebe                                                                      | 27. September 2023 | [ 20 ]        |